# Kjosfossen
Kjosfossen est une chute d'eau située près de Myrdal dans la municipalité d'Aurland du comté de Vestland, en Norvège. C'est l'une des merveilles naturelles les plus visitées de Norvège. L'eau provenant du lac Reinungavatnet chute d'une hauteur totale de 225 m, sur une longueur horizontale de 700 m.
La ligne Flåmsbana passe juste devant la cascade et les trains s'y arrêtent durant la saison estivale pour permettre aux passagers d'admirer la cascade. À l'arrêt du train, une actrice déguisée en huldra (une séduisante dame des forêts dans la mythologie nordique) effectue une danse devant la cascade. Les actrices sont des étudiantes de l'école norvégienne de ballet.

## Images

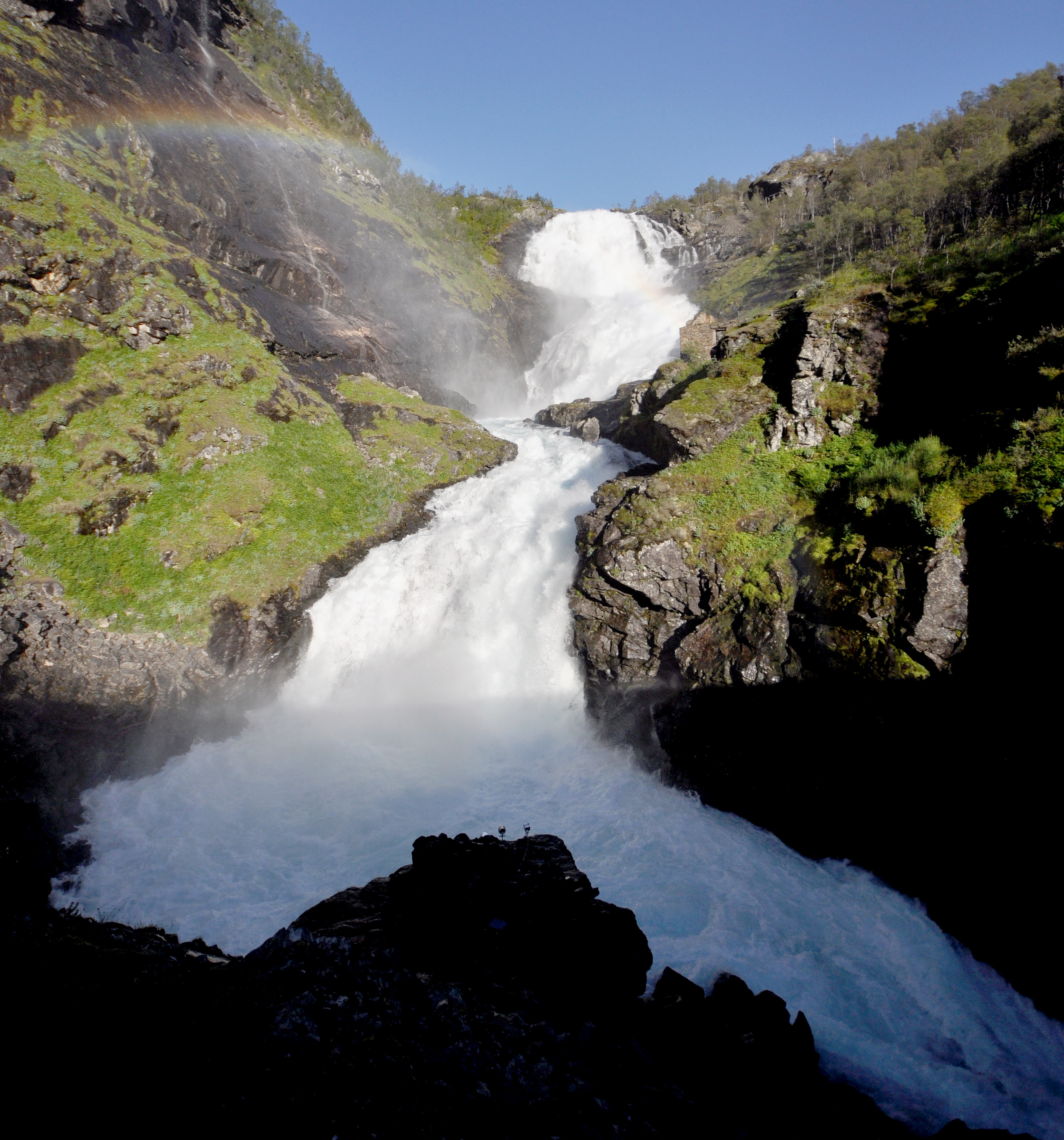
La cascade de Kjosfossen.
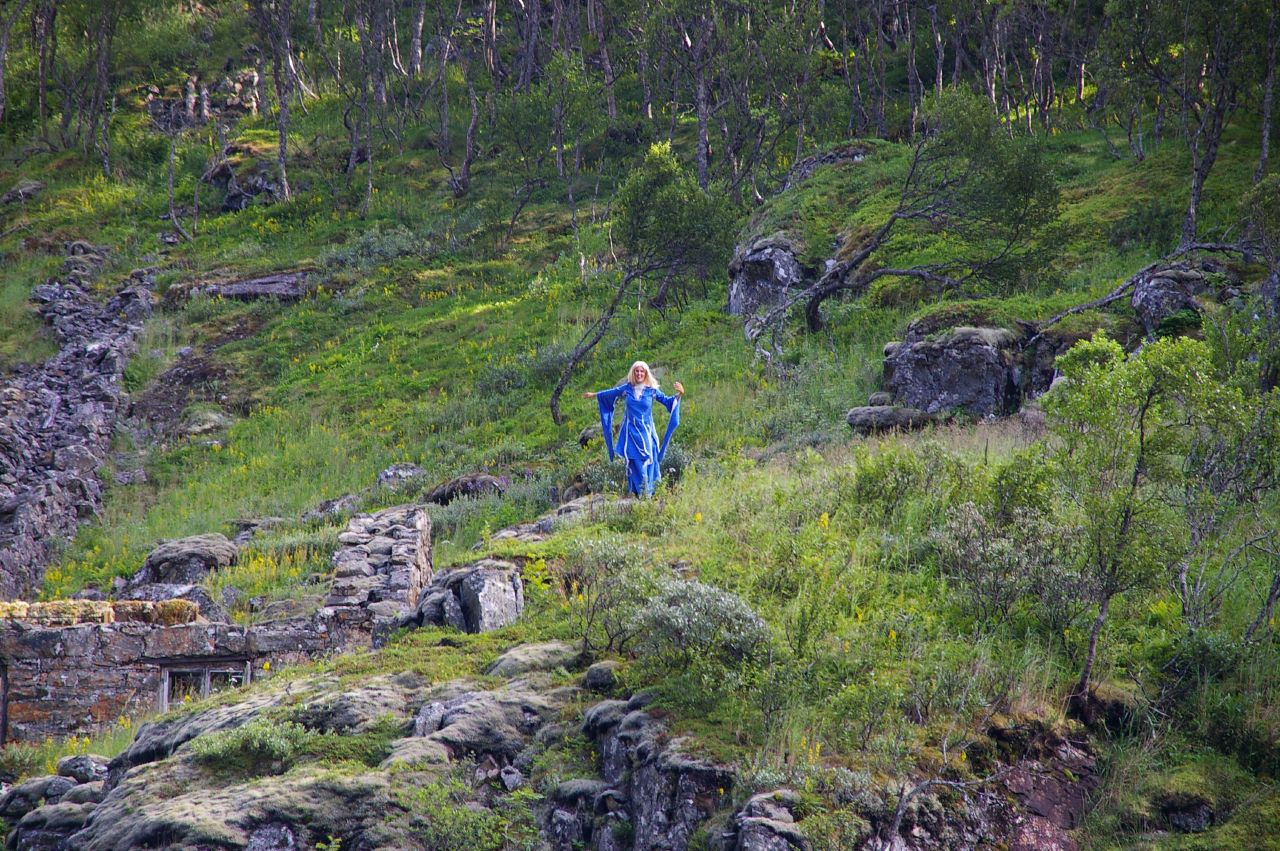
Huldra près de la cascade.
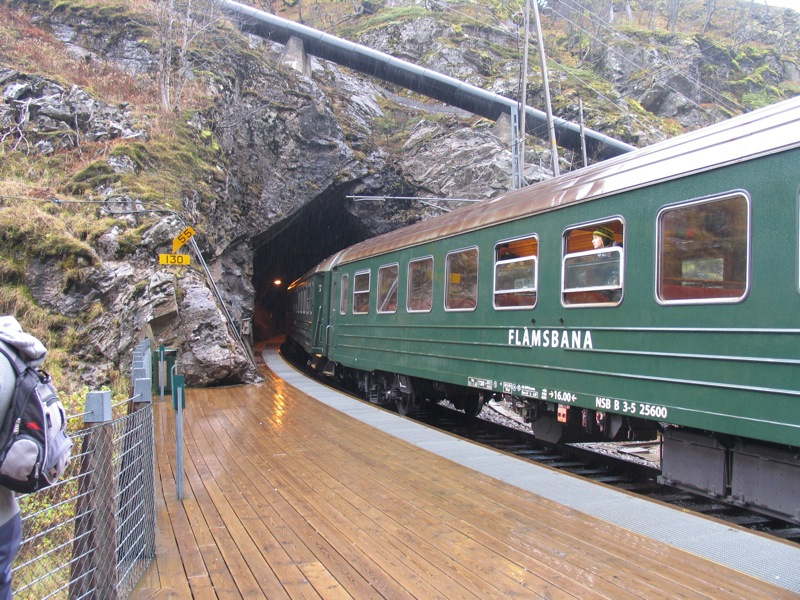
Le train de la Flåmsbana, arrêté pour laisser les touristes admirer la cascade.